# 三丁目劇場
三丁目劇場（さんちょうめげきじょう、3丁目劇場とも表記する。読み同じ）は、かつて岡山県岡山市北区にあった劇場。別称として岡山三丁目劇場（おかやまさんちょうめげきじょう）と呼ばれることもあった。

## 概要
1999年に岡山市の市街地活性化施策の一つとして吉本興業（以下、吉本）に支社の誘致を依頼。2000年4月7日、吉本が岡山県における本拠地として『吉本興業岡山事務所（よしもとこうぎょうおかやまじむしょ）』を設立。それに伴い吉本三丁目劇場（よしもとさんちょうめげきじょう）として開場した。
漢字表記の「吉本」が平仮名表記の「よしもと」となり「よしもと三丁目劇場」と表記されることもあった。
2005年3月31日に吉本が岡山から撤退したことにより、岡山市へ運営権を譲渡し、4月1日より「三丁目劇場」へ改称。岡山市譲渡後も、一部では吉本運営当時の旧称を使用する事がある。
2013年3月31日をもって閉館し、13年の歴史に幕を閉じた。
2018年7月4日、再開発準備組合とフージャースコーポレーションが複合高層ビルの建設協定を締結したことを発表。2022年度の着工、2024年度の完成を目指している。

## 主なイベント

### 吉本三丁目劇場時代

#### SUPER base LIVE OKAYAMA
- baseよしもとの三丁目劇場版。base所属の若手による漫才ライブ。
- MC（司会者）は大抵の場合ルート33が担当。司会者はネタは行わない。
- 開場当初は毎週金曜日に開催されていたが、後に月1回の開催となっていた。

#### 主な出演者
- 次長課長
- チュートリアル
- ブラックマヨネーズ
- ハリガネロック
- $10
- FUJIWARA

- レギュラー
- シャンプーハット
- シェイクダウン
- 野性爆弾
- ルート33
- ロザン

### 三丁目劇場時代

#### 市民サークル
主に地元の市民サークルなどによる活動の基幹場所として機能していた。
- 備中神楽シアター・ライブ
- ミニシアター公開型の零細映画作品上映
- 地元・地回り劇団の演劇上演

#### 地元の大学サークルによる催し物・上演
- 岡山大学落語研究会による落語寄席。ゲストとして桂塩鯛（米朝事務所所属）などの落語家を迎えたこともある。三丁目劇場閉館後は、同市内の天神山文化プラザ等に場所を移して岡山大学落語研究会主催の寄席は開催されている。
- 2 - 3年に1回の割合でCHK声優センター 岡山校による演劇発表会が行われていた。

## 施設

### 1階
- エントランスホール
- 券買窓口・運営事務所オフィス
- 大ホール
  - プロセニアム型劇場（舞台幅12m/舞台奥行7m/舞台頭高3m/客席163名収容）
  - ミキサー室完備
  - 車椅子用スペース2脚分、専用スロープあり
  - 各種音響・ライトあり
- 機械室

### 2階
- 控室（楽屋）
  - 全3部屋。一階舞台裏への直通階段あり。
  - 主には一階ホール利用者（催し物主催者・出演者）用の楽屋として利用。
  - 申請すれば小会議室としての利用も可能。
- 展示室
  - 展示場（コンベンションホール）や会議場として利用可能なフリースペース。

## 交通アクセス
JR岡山駅より

### 徒歩
- 徒歩で約30分

### 路面電車
- 岡山電気軌道清輝橋線 新西大寺町筋電停下車、信号を渡って徒歩ですぐ。
- 岡山電気軌道東山本線 西大寺町・岡山芸術創造劇場ハレノワ前電停下車、徒歩で約5分。

### 路線バス
- 岡電バス、両備バス、下津井電鉄、中鉄バス
  - 「岡山・天満屋方面」行きに乗車。天満屋バスステーションより表町商店街を約500m南進し、時計塔の十字路を250m西進。
- 宇野バス
  - 「国道2号線」もしくは「四御神線」に乗車。表町バスセンターより表町商店街を南へ約500m南進し、時計塔の十字路を250m西進。